# Kâtip Çelebi
Kâtip Çelebi ', Mustafa bin Abdullah, Haji Khalifa ' o Kalfa , (1609, Constantinopla – 1657 Constantinopla) era un geógrafo e historiador otomano, considerado como uno de los autores más productivos de la literatura científica, no religiosa en el imperio otomano del siglo XVII.

## Vida
Era hijo de un soldado y él mismo fue un soldado durante diez años hasta que una herencia le hizo girar a una vida más contemplativa como contador del Departamento del ejército otomano en Anatolia, acompañó al ejército otomano en la campaña contra Bagdad en 1625, estuvo presente en el sitio de Erzurum y regresó a Constantinopla en 1628.
Al año siguiente estaba otra vez en Bagdad y Hamadan, y en 1633-34 en Aleppo, donde hizo la peregrinación a La Meca (de ahí su título  Hajji). Al año siguiente fue a Ereván y luego regresó a Constantinopla. Aquí obtuvo su puesto en la sede del Departamento de Intendencia, que le brindaría tiempo para dedicarse solo al estudio.
Katip Çelebi murió de repente en octubre de 1657 mientras bebía una taza de café.

## Trabajos
Entre sus obras más conocidas es el Kashf al-ẓunūn ' un asāmī al-kutub wa-al-funūn, ("el retiro de la duda de los nombres de los libros y las artes"), una enciclopedia de libros en árabe que enumera más de 14.500 libros en orden alfabético.
Una de sus obras más cortas y más accesibles es  Mīzān al-ḥaqq fī ikhtiyār al-aḥaqq ("el equilibrio de la verdad en la elección de la más auténtica"), una colección de ensayos cortos sobre temas de derecho islámico, ética y teología, en la cual lleva a una visión relativamente liberal y tolerante, a menudo críticaba a las autoridades religiosas islámicas intolerantes.